# Pitapuram
Pitapuram é uma cidade e um município no distrito de East Godavari, no estado indiano de Andhra Pradesh.

## Demografia
Segundo o censo de 2001, Pitapuram tinha uma população de 50 301 habitantes. Os indivíduos do sexo masculino constituem 49% da população e os do sexo feminino 51%. Pitapuram tem uma taxa de literacia de 61%, superior à média nacional de 59,5%: a literacia no sexo masculino é de 66% e no sexo feminino é de 57%. Em Pitapuram, 11% da população está abaixo dos 6 anos de idade.
1. ↑  «Census 2001 Data Online| National Portal of India». www.india.gov.in (em inglês). Consultado em 2 de agosto de 2025. Cópia arquivada em 30 de junho de 2024